# 秋保新左衛門
秋保 新左衛門（あきう しんざえもん、生没年不詳）は、江戸時代中期から後期にかけての和算家。

## 経歴・人物
陸奥仙台藩の暦算家の藤広則に中西流の和算・暦学を学んだ。